# Аустрија на Светском првенству у атлетици у дворани 2008.
Аустрија је учествовала на  12. Светском првенству у атлетици у дворани 2008. одржаном у Валенсијиу од 7. до 9. марта, дванаести пут, односно учествовала је на свим првенствима до данас. Репрезентацију Аустрије представљалло је двоје атлетичара (1м + 1 ж) који су се такмичили у две дисциплине.
На овом првенству Аустрија није освојила ниједну медаљу, нити су њени представници учествовали у финалним такмичењима, а Бетина Милер-Вајсина истрчана је своје најбоље време сезоне.

## Учесници
| Мушкарци: - Клеменс Целер — 400 м | Жене: - Бетина Милер-Вајсина — 60 м |  |

## Резултати

### Мушкарци
| Атлетичар     | Дисциплина | Лични рекорд | Квалификација | Квалификација | Полуфинале           | Полуфинале           | Финале               | Финале       | Детаљи |
| Атлетичар     | Дисциплина | Лични рекорд | Резултат      | Место         | Резултат             | Место                | Резултат             | Место        | Детаљи |
| ------------- | ---------- | ------------ | ------------- | ------------- | -------------------- | -------------------- | -------------------- | ------------ | ------ |
| Клеменс Целер | 400 м      | 46,58        | 47,34         | 4 у гр. 3     | Није се квалификовао | Није се квалификовао | Није се квалификовао | 11 / 24 (27) |        |

### Жене
| Атлетичарка          | Дисциплина | Лични рекорд | Квалификација | Квалификација | Полуфинале | Полуфинале | Финале                | Финале       | Детаљи |
| Атлетичарка          | Дисциплина | Лични рекорд | Резултат      | Место         | Резултат   | Место      | Резултат              | Место        | Детаљи |
| -------------------- | ---------- | ------------ | ------------- | ------------- | ---------- | ---------- | --------------------- | ------------ | ------ |
| Бетина Милер-Вајсина | 60 м       | 7,25         | 7,37          | 4 у гр. 3 КВ  | 7,35 ЛРС   | 7 у пф. 3  | Није се квалификовала | 19 / 35 (36) |        |